# Hirvisaari (ö i Saarijärvi, Lannevesi)
Hirvisaari är en ö i Finland. Den ligger i sjön Lannevesi och i kommunen Saarijärvi i den ekonomiska regionen  Saarijärvi-Viitasaari och landskapet Mellersta Finland, i den centrala delen av landet, 270 km norr om huvudstaden Helsingfors. Öns area är 2,5 hektar och dess största längd är 430 meter i sydöst-nordvästlig riktning.